# Chuck Palumbo
Charles Robert Palumbo, meglio conosciuto come Chuck Palumbo (West Warwick, 15 giugno 1971), è un ex wrestler e personaggio televisivo statunitense.
È noto per aver lottato nella World Wrestling Federation/Entertainment e nella World Championship Wrestling.

## Carriera

### World Wrestling Federation/Entertainment

#### The Alliance (2001)
Palumbo e O'Haire fecero il loro debutto in WWF il 28 giugno 2001 a SmackDown come membri dell'Alliance attaccando gli Hardy Boyz. O'Haire e Palumbo iniziarono una faida con gli Acolytes Protection Agency (A.P.A.) che terminò il 22 luglio ad Invasion con la vittoria degli APA. Successivamente, O'Haire e Palumbo sconfissero gli Hardy Boyz il 2 agosto a SmackDown. La settimana successiva a SmackDown, O'Haire e Palumbo persero i WCW Tag Team Title contro i Brothers of Destruction (The Undertaker e Kane) per poi perdere il rematch nella seguente puntata di Raw. O'Haire e Palumbo disputarono il loro ultimo match insieme il 26 agosto a Heat battendo Hardcore e Crash Holly.
Nel settembre 2001, O'Haire venne mandato nel territorio di sviluppo della WWF, Ohio Valley Wrestling (OVW) e Palumbo fu espulso dall'Alliance dall'allora co-proprietaria, Stephanie McMahon.

#### Billy e Chuck (2001-2002)
Al suo ritorno, Palumbo formò un team con Billy Gunn, assumendo la gimmick che li vedeva sempre più affettuosi l'uno con l'altro, insinuando una relazione omosessuale. Palumbo iniziò a farsi chiamare semplicemente "Chuck" e si tinse i capelli di biondo per assomigliare a Gunn. I due vinsero per due volte i WWF/E Tag Team Championship.

#### The Full Blooded Italians (2003–2004)
Nel febbraio 2003 Palumbo formò i Full Blooded Italians (F.B.I.), stable già attiva nell'Extreme Championship Wrestling (ECW). Dopo aver perso contro Rikishi, Nunzio minacciò di portare la sua "famiglia" per vendicarsi. La settimana seguente, Palumbo e Johnny "The Bull" Stamboli si unirono a Nunzio formando gli F.B.I. attaccando Rikishi. Inizialmente la stable ottenne successo, in seguito ebbe delle brevi rivalità con i Los Guerreros, Chris Benoit, Rhyno, Brian Kendrick, Nathan Jones, APA e The Undertaker.
Palumbo fu trasferito a Raw il 22 marzo 2004 insieme a A-Train in cambio di Rico e Miss Jackie. In seguito al suo trasferito a Raw, rimase fuori dagli schermi televisivi fino a luglio quando debuttò con un nuovo look e una nuova musica d'ingresso adottando la gimmick di un'auto meccanico greaser soprannominandosi "Custom Chucky P."; lottò principalmente a Sunday Night Heat perdendo gli incontri per poi iniziare a vincere sconfiggendo wrestler come The Hurricane, Rosey, Val Venis e Stevie Richards. Nella puntata di Heat del 31 ottobre, lottò in un match di alto profilo perdendo contro l'allora detentore del World Heavyweight Championship Chris Benoit.
Venne licenziato il 4 novembre 2004.

### Circuito indipendente (2005)
Palumbo ricompone con Johnny Stamboli il tag team in una federazione italiana, la NWE.

### Ritorno in WWE (2006–2008)
Nel marzo 2006, Palumbo firmò un nuovo contratto con la WWE e lottò nei live event e dark match per il resto dell'anno. Palumbo tornò negli schermi televisivi il 25 maggio 2007 a Heat con il personaggio del motociclista sconfiggendo Charlie Haas; continuò ad apparire a Heat continuando a sconfiggere dei jobber. In un'intervista rilasciato sul sito ufficiale della WWE, Palumbo affermò che il suo non era un personaggio del motociclista ma che lavorava per davvero nel mondo delle moto due o tre volte a settimana. Palumbo fece il suo debutto a SmackDown! il 6 luglio sconfiggendo Kenny Dykstra.
In seguito, Palumbo iniziò una relazione con Michelle McCool con la quale sconfisse Dykstra e Victoria in un mixed tag team match.  Iniziò una rivalità con Jamie Noble quando Noble fece delle advance a McCool. Dopo essersi affrontati varie volte, Noble sconfisse Palumbo e ottenne un appuntamento con McCool: durante il match Palumbo colpì accidentalmente McCool con una gomitata causandole una commozione cerebrale. L'alleanza si concluse quando McCool rifiutò le scuse di Palumbo che si vendicò su Noble sconfiggendolo.

## Carriera televisiva
Il 17 marzo 2014 Chuck Palumbo ha debuttato in un reality televisivo americano di Discovery Channel chiamato Due macchine da soldi.
Insieme a Rick Dore, un costruttore di auto customizzate e Hot Rod, va alla ricerca di accumulatori di auto convincendoli a cedere la loro collezione e in cambio ricostruire e rinnovare un'unica auto, la loro preferita, finanziando il progetto con la vendita di tutte le altre. Insieme a loro Joe The Hat Petralia, soprannominato anche The Money. Lo show è composto da una stagione di 6 episodi.

## Personaggio

### Mosse finali
- Full Throttle (Gutwrench lift into a side cutter)
- Italian Drop / S.O.S (Gorilla press into a Samoan drop)
- Torture rack (2000-2005
- Jungle Kick (Superkick) - 1998-2005

## Titoli e riconoscimenti
- World Championship Wrestling
  - WCW World Tag Team Championship (4 – con Shawn Stasiak (3) e Sean O'Haire (1))
- World Wrestling Federation/Entertainment
  - WWF/E Tag Team Championship (2 - con Billy)
- Pro Wrestling Illustrated
  - Tag Team of the Year (2002) – Billy and Chuck